# 宮崎県教育研修センター
宮崎県教育研修センター（みやざきけんきょういくけんしゅうセンター、英称：Miyazaki Prefectural Education Center）は、宮崎県が設置する教育に関する研究及び教育関係職員の研修を行う機関である。

## 概要
宮崎県教育研修センターは宮崎県における教育関係職員の研修及び教育に関する専門的、技術的事項の研究を行うため1968年前身の宮崎県教育研究所を廃止して設置される。

## 所在地
- 宮崎県教育研修センター - 宮崎県宮崎市阿波岐原町前浜4276-729

## 事業
事業内容は下記の通りである。
1. 教育関係職員の研修に関すること
2. 教育の情報化の推進に関すること
3. 教育相談に関すること
4. 教育指導及び教育施策の調査及び研究に関すること
5. 調査等に基づく学校教育への支援に関すること
6. 教育に関する情報の収集、整理及び提供に関すること
7. その他目的を達成するために必要な事業

## 沿革
- 1968年（昭和43年）4月 条例により宮崎県教育研究所を廃止し、宮崎県教育研修センターを設置。
- 1972年（昭和47年）4月 設置条例の改正により過疎地域教育センターを支所として統合。
- 1987年（昭和62年）4月 設置条例の改正により西・北諸県過疎地域教育センター、児湯過疎地域教育センターの2過疎地域教育センターを廃止して本センターに統合。
- 1999年（平成11年）3月 設置条例の改正により南那珂過疎地域教育センター、東臼杵過疎地域教育センター、西臼杵過疎地域教育センターを廃止。

## 組織
- 総務課
- 学習・研修課
- 情報・相談課
- 企画・調査課